# Заслуженный работник рыбного хозяйства Российской Федерации
«Заслуженный работник рыбного хозяйства Российской Федерации» — почётное звание, входящее в систему государственных наград Российской Федерации.

## Основания для присвоения
Звание «Заслуженный работник рыбного хозяйства Российской Федерации» присваивается высокопрофессиональным работникам организаций рыбного хозяйства, в том числе научно-исследовательских, технологических и проектно-конструкторских организаций, за личные заслуги:
- в развитии рыбного хозяйства за счет внедрения новой эффективной ресурсосберегающей и экологически чистой техники, передовой технологии, научно-исследовательских и опытно-конструкторских разработок для добычи, переработки, разведения водных биологических ресурсов, увеличения рыбопродуктивности естественных и искусственных водоемов;
- в организации на территории Российской Федерации новых перерабатывающих водные биологические ресурсы производств и других современных объектов рыбохозяйственного назначения, выпускающих высококачественную, экологически чистую продукцию для населения и на экспорт;
- в улучшении породного состава выращиваемых рыб и восполнении водных биологических ресурсов Российской Федерации;
- в подготовке квалифицированных кадров для организаций рыбного хозяйства.

Почётное звание «Заслуженный работник рыбного хозяйства Российской Федерации» присваивается, как правило, не ранее чем через 20 лет с начала осуществления профессиональной деятельности и при наличии у представленного к награде лица наград (поощрений) федеральных органов государственной власти, других федеральных государственных органов или органов государственной власти субъектов Российской Федерации.

## Порядок присвоения
Почётные звания Российской Федерации присваиваются указами Президента Российской Федерации на основании представлений, внесенных ему по результатам рассмотрения ходатайства о награждении и предложения Комиссии при Президенте Российской Федерации по государственным наградам.

## История звания
Почётное звание «Заслуженный работник рыбного хозяйства Российской Федерации» установлено Указом Президента Российской Федерации от 30 декабря 1995 года № 1341 «Об установлении почётных званий Российской Федерации, утверждении положений о почётных званиях и описания нагрудного знака к почётным званиям Российской Федерации». Тем же указом утверждено первоначальное Положение о почётном звании, в котором говорилось:
Почётное звание «Заслуженный работник рыбного хозяйства Российской Федерации» присваивается высокопрофессиональным работникам рыбного хозяйства за заслуги в выполнении производственных заданий по добыче рыбы и морепродуктов, нормативному освоению производственных мощностей, выращиванию товарной рыбы, стандартного рыбопосадочного материала, молоди рыб, получению икры и другой рыбоводной продукции, увеличению рыбопродуктивности естественных и искусственных водоемов и повышению их кормовой базы, улучшению породного состава выращиваемых рыб, выпуску рыбопродукции, расширению её ассортимента и улучшению качества, в освоении новых районов промысла, внедрении новой техники и передовой технологии, строительстве объектов рыбохозяйственного назначения, повышении производительности труда и эффективности производства, безаварийной работе производственного оборудования и транспортных средств, во внедрении научно-исследовательских и опытно-конструкторских разработок, ресурсосберегающих и экологически чистых технологий и техники, в подготовке и воспитании кадров, а также в других работах, оказывающих непосредственное влияние на развитие рыбного хозяйства, и работающим в отрасли 10 и более лет.
В настоящем виде Положение о почётном звании утверждено Указом Президента Российской Федерации от 7 сентября 2010 года № 1099 «О мерах по совершенствованию государственной наградной системы Российской Федерации».

## Нагрудный знак
Нагрудный знак имеет единую для почётных званий Российской Федерации форму и изготавливается из серебра высотой 40 мм и шириной 30 мм. Он имеет форму овального венка, образуемого лавровой и дубовой ветвями. Перекрещенные внизу концы ветвей перевязаны бантом. На верхней части венка располагается Государственный герб Российской Федерации. На лицевой стороне, в центральной части, на венок наложен картуш с надписью — наименованием почётного звания.
На оборотной стороне имеется булавка для прикрепления нагрудного знака к одежде. Нагрудный знак носится на правой стороне груди.

## Переходный период
В России до принятия Указа Президента Российской Федерации от 30 декабря 1995 года № 1341 действовали правовые акты об установлении почётных званий РСФСР. После изменения наименования государства с «Российская Советская Федеративная Социалистическая Республика» на «Российская Федерация» (см. Закон РСФСР от 25 декабря 1991 года № 2094-I) в названиях всех почётных званий наименование «РСФСР» было заменено словами «Российской Федерации», таким образом, с 1992 года до 30 марта 1996 года производилось присвоение однотипного почётного звания РСФСР, существовавшего с 1982 года, с тождественным современному наименованием.